# 樺島
樺島（かばしま）は、九州西部の長崎半島の南、天草灘上に位置する島である。全島が長崎県長崎市に属する。

## 地理

### 概要

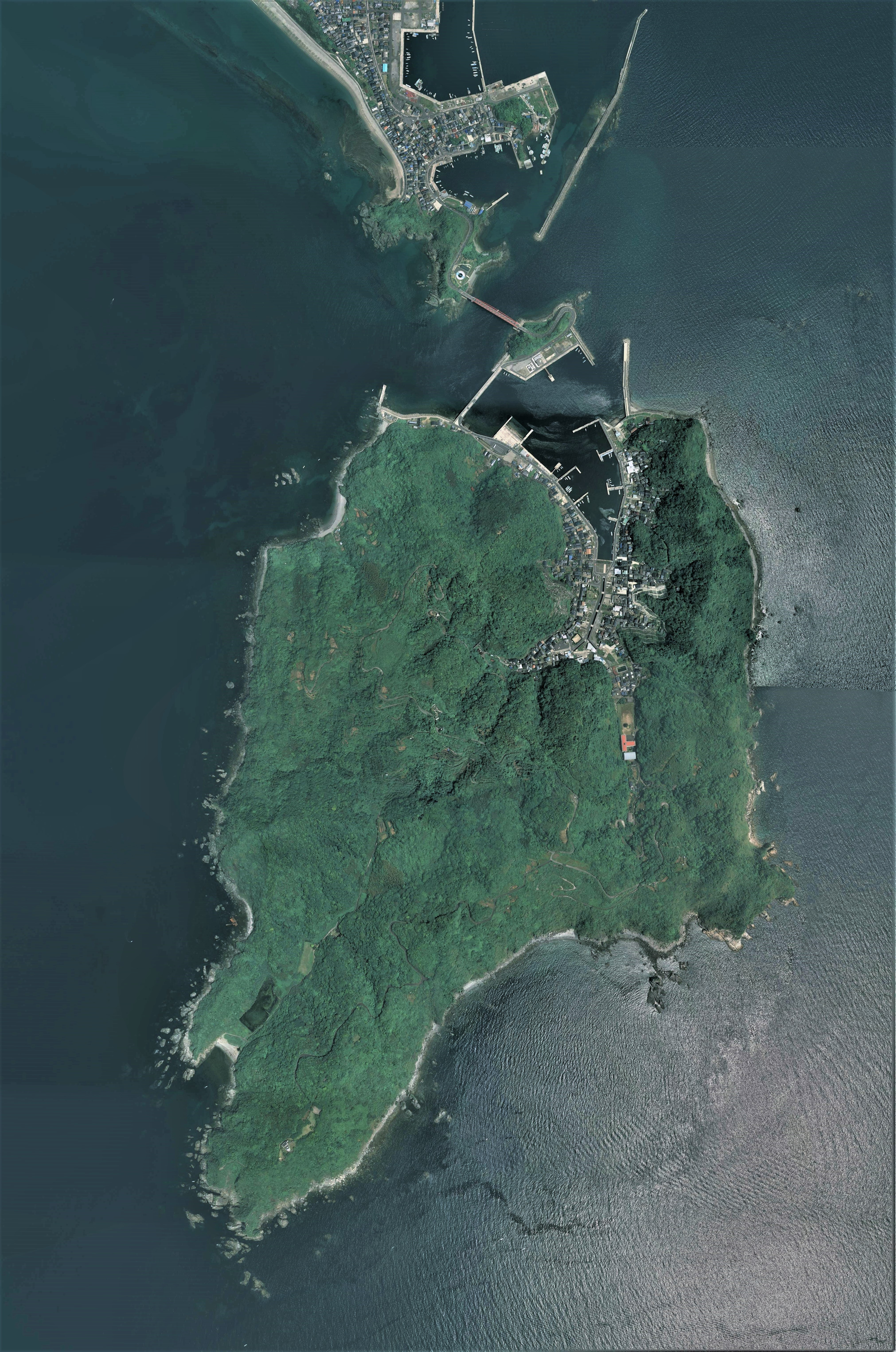
樺島の空中写真（2010年5月13日撮影の7枚を合成作成）

- 面積：約2.22km2（2007年3月31日現在）
- 人口：707人（2005年国勢調査結果）

長崎半島とは途中無人島の中島を経由して架橋された樺島大橋（1986年開通、全長227m）を経て、中島からは防波堤道路と大漁橋（1983年竣工）で繋がっている。島は周囲7.5kmで、全体的に山がちであり、民家は中島を挟み長崎半島に相対する北部の樺島漁港周辺に集中している。
島内には各所に湧水が多く、船舶に水を補給するための井戸が随所に掘られ、水が豊かであることから「川場島（かわばしま）」→「樺島」と転訛したとされる。その井戸にオオウナギが生息しており、日本における南洋産オオウナギの生息北限地として国の天然記念物に指定されている。
1889年（明治22年）4月1日の町村制施行時は島全域で西彼杵郡樺島村を成していた。1955年（昭和30年）2月11日に昭和の大合併で野母崎町となり、2005年（平成17年）1月4日に野母崎町が長崎市に編入されたことで長崎市の一部となった。町名は長崎市への編入合併時に旧市内中心部にある樺島町と重複するため旧町名を冠した野母崎樺島町となった。
島での主な産業は水産業であり、中でもカラスミの産地として知られている。

## 交通
- 樺島大橋 - 樺島と野母崎半島を結ぶランガートラス式のアーチ橋（全長227m、幅7.5m）[4]。1986年に完成[4]。長崎県道251号樺島港脇岬線が通っている。
- 公共交通 - 長崎自動車（長崎バス）が長崎市中心部（長崎駅ほか）・栄上（旧三和町役場）・野母・野母崎・脇岬地区と樺島を樺島大橋経由で結ぶ路線バスを概ね1時間に1本程度運行している。ただし長崎市中心部との間を移動する場合、日中は栄上で乗り換えとなる。島内の停留所は島の北西部の樺島大橋付近にある「水崎」、市街地の中央部にある「樺島」の2か所。
  - 島内の公共交通は上記の長崎バスのみで、島内に現地出退勤の車庫もある。

## 学校
長崎市立樺島小学校が2010年（平成22年）3月に閉校となったため島内の学校は消滅した。現在は長崎市立野母崎小学校および長崎市立野母崎中学校の校区となっており、長崎半島内の野母崎地区まで通学することになる。

## 施設
- 野母崎樺島地区公民館

## 名所・観光スポット
- 樺島のオオウナギ生息地
- 樺島灯台 - 1932年(昭和7年)竣工・初点灯、高さ11.8mの白色円形・鉄筋コンクリート造り[5][6]。計画当初は予定地を隣の旧野母村・権現山としていたことから野母崎灯台が正式名称で[5]、1953年(昭和28年)7月に現在の樺島灯台に改称された[7]。島の南端部の高台にあり、周囲は樺島灯台公園として整備されている。

## ギャラリー

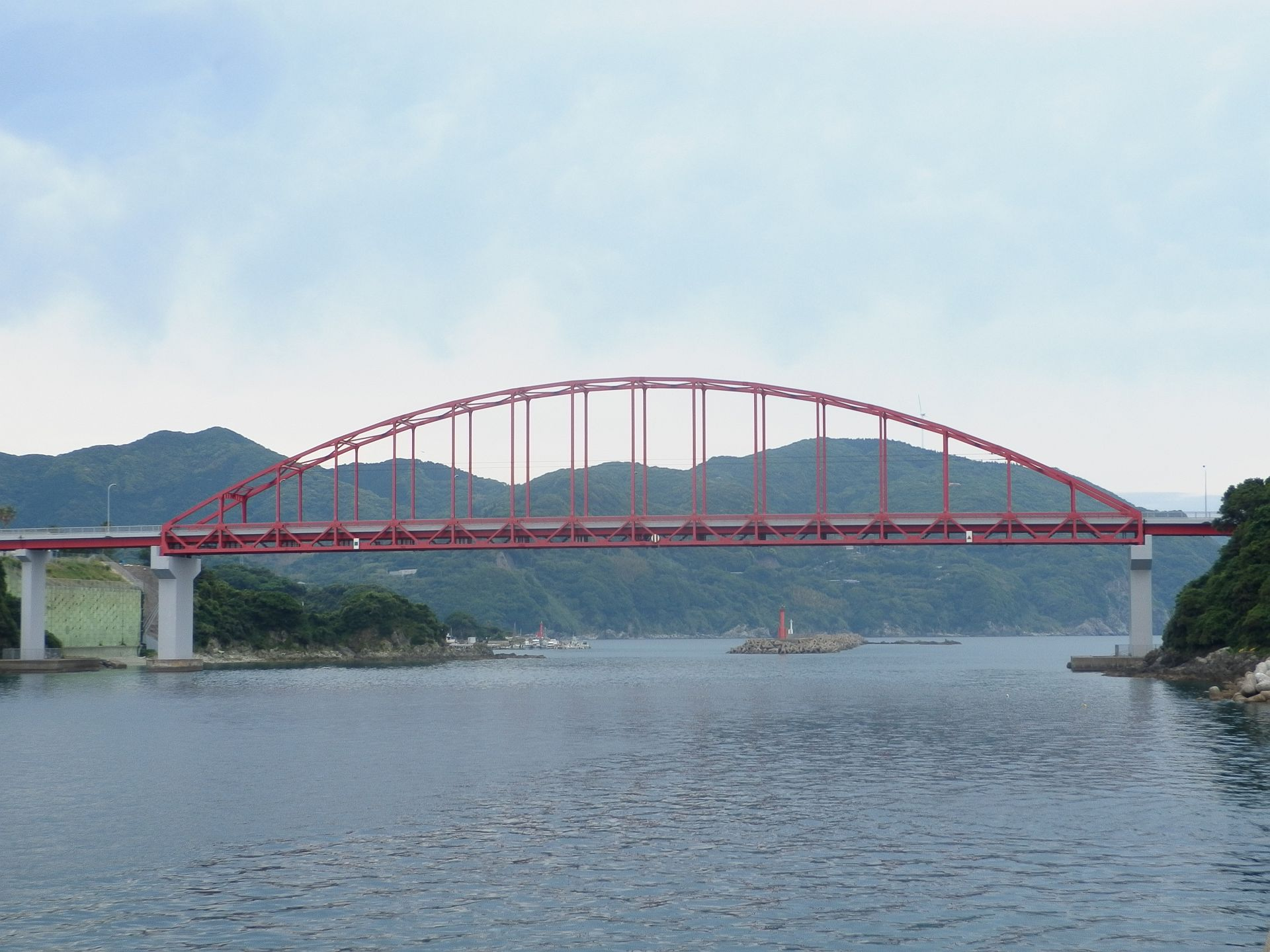
島内から見た樺島大橋
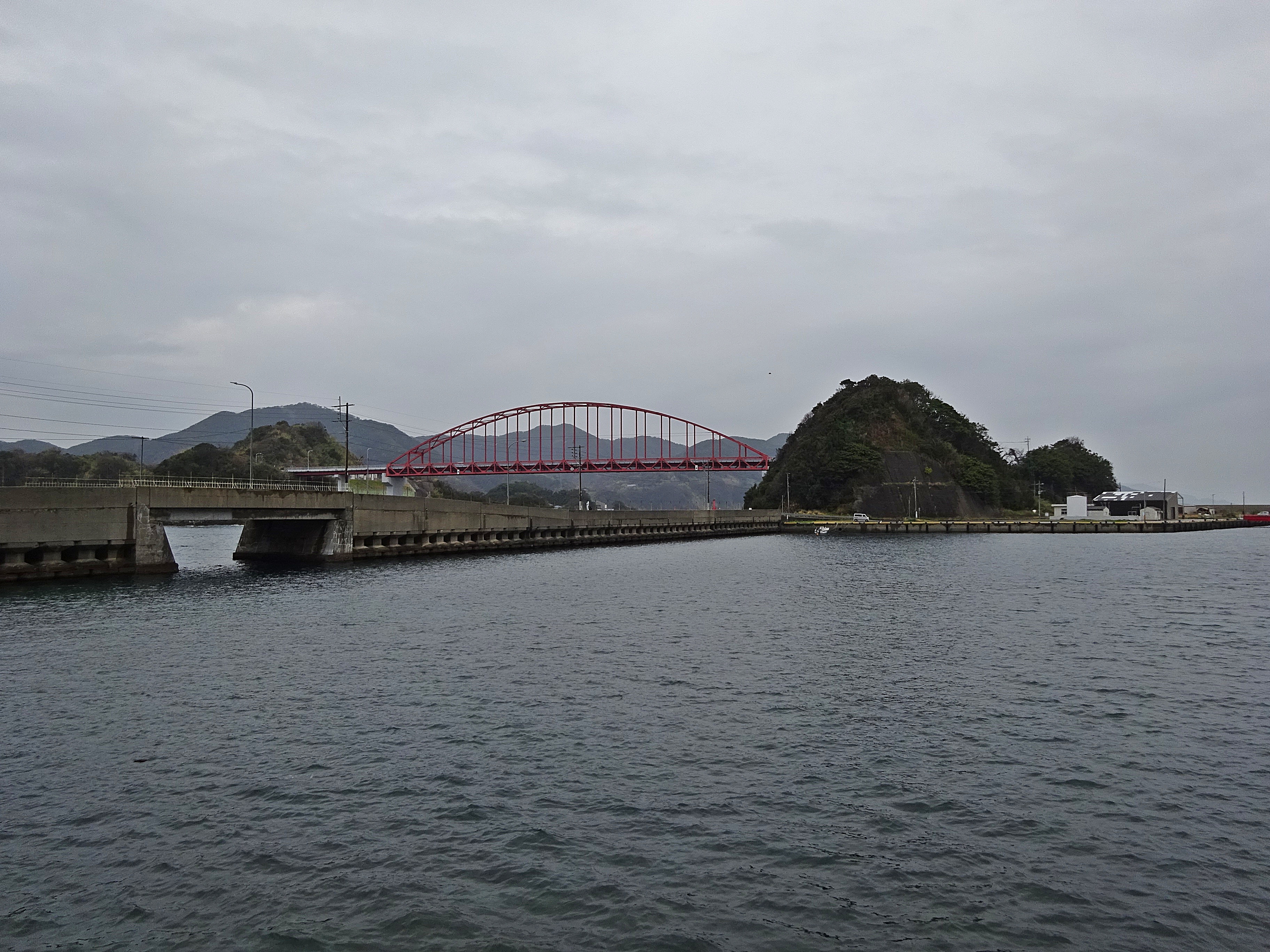
樺島大橋・中島・大漁橋
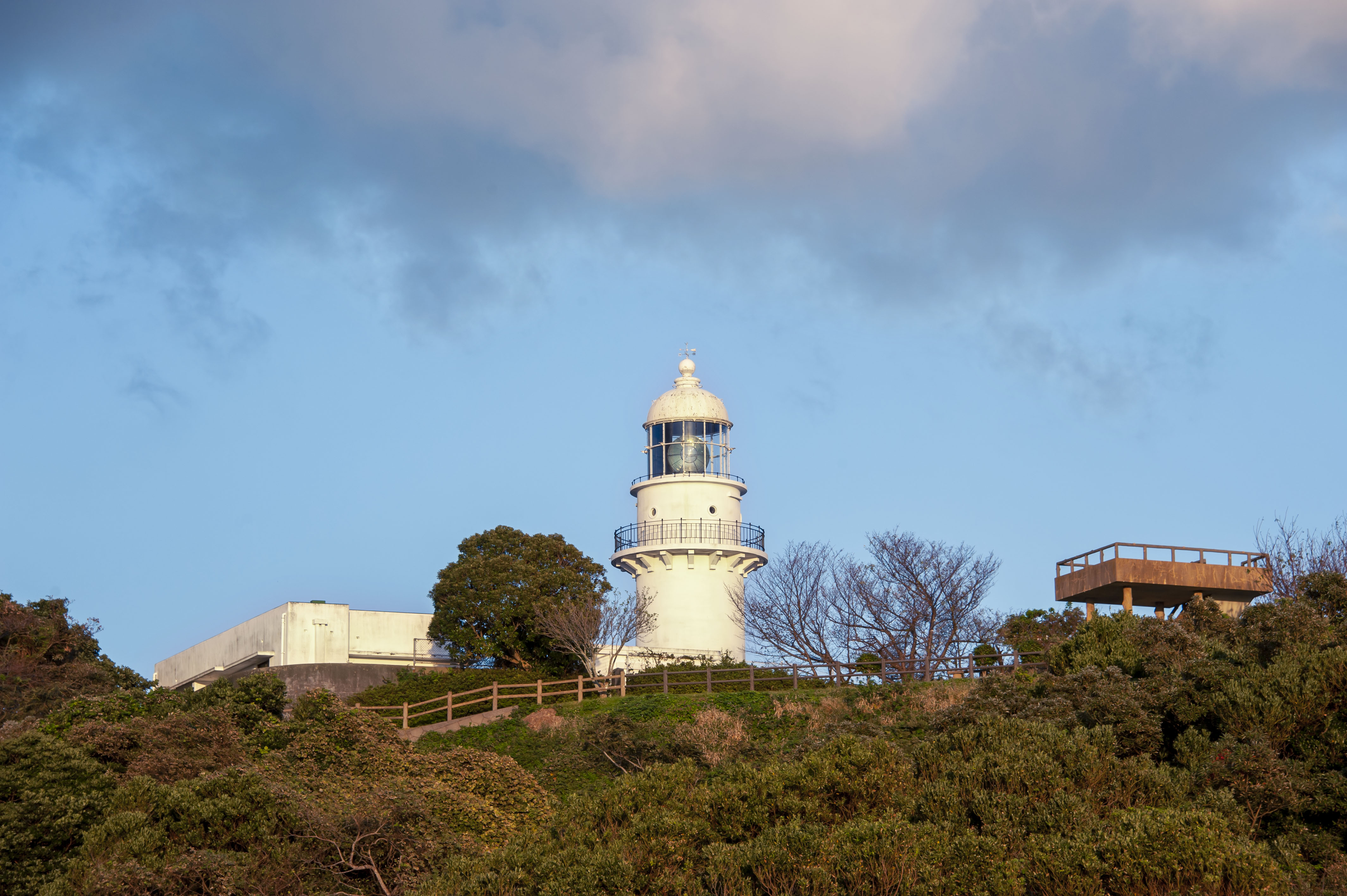
樺島灯台
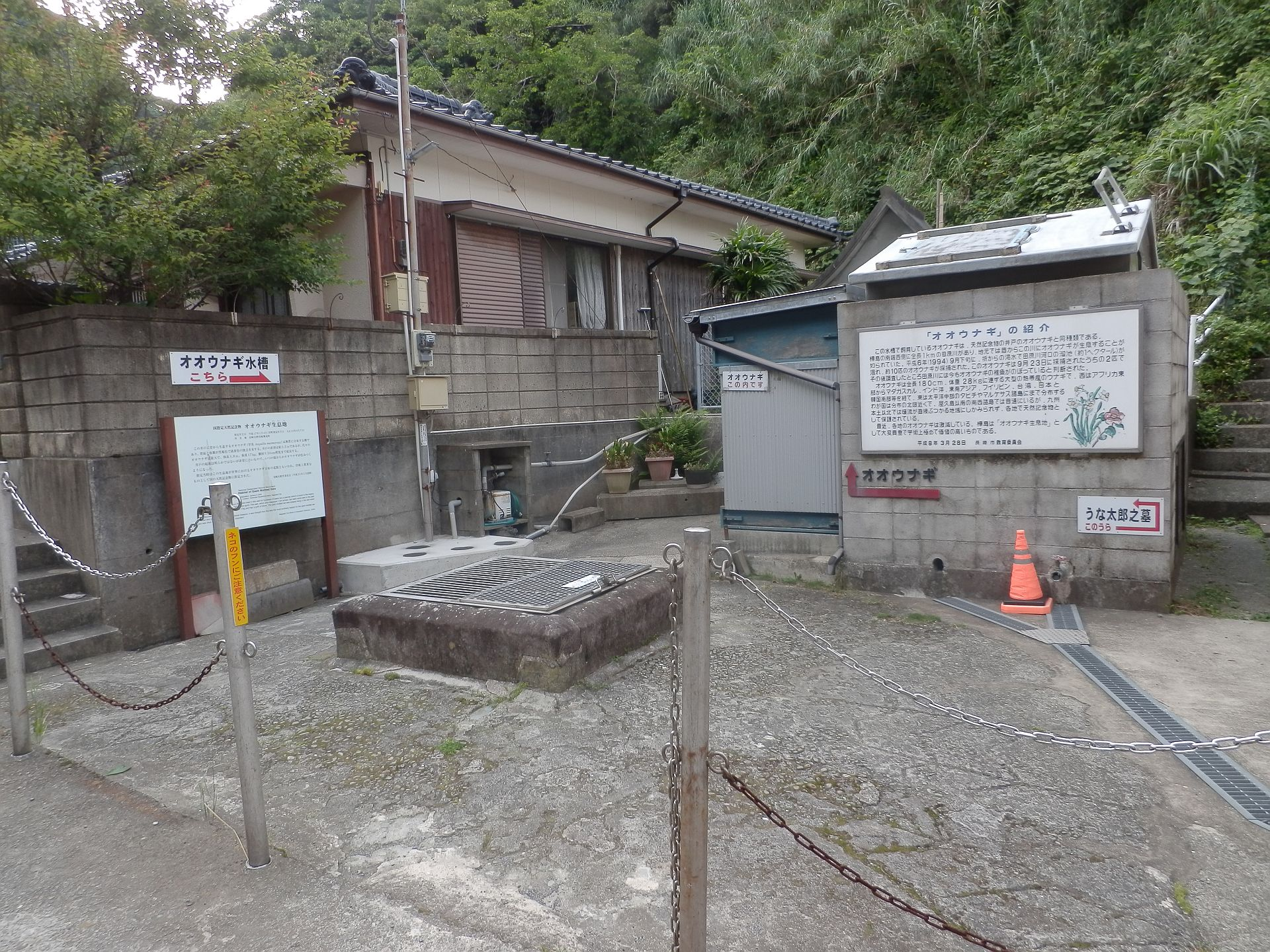
オオウナギの井戸と水槽